# Erich Tülff von Tschepe und Weidenbach
Erich Franz Theodor Tülff von Tschepe und Weidenbach (Breslau, 28. siječnja 1854. – Ober Langenöls, 2. veljače 1934.) je bio njemački general i vojni zapovjednik. Tijekom Prvog svjetskog rata zapovijedao je VIII. korpusom na Zapadnom bojištu, te obnašao dužnost vojnog guvernera Vlaške.

## Vojna karijera
Erich Tülff rođen je 28. siječnja 1854. u Breslauu. U prusku vojsku stupio je u listopadu 1872. služeći u 4. donjošleskoj pješačkoj pukovniji u Breslauu. Tijekom službe u navedenoj pukovniji u ožujku 1884. unaprijeđen je u čin poručnika, te je od travnja 1887. služio u stožeru predmetne pukovnije. U ožujku 1889. promaknut je u čin satnika, te raspoređen na službu u Glavni stožer gdje se nalazi do ožujka 1892. kada postaje zapovjednikom satnije u 1. donjošleskoj pješačkoj pukovniji "Graf von Kirchbach" u Posenu. U veljači 1894. ponovno služi u Glavnom stožeru, da bi u svibnju te iste godine bio premješten na službu u stožer 7. pješačke divizije u Magdeburg. U listopadu je promaknut u čin bojnika, nakon čega od 1896. služi u Glavnom stožeru i Carskim željeznicama u Alzasu i Loreni. Od srpnja 1898. služi u 4. badenskoj pješačkoj pukovniji "Prinz Wilhelm" gdje zapovijeda bojnom, nakon čega je u travnju 1901. unaprijeđen u čin potpukovnika, te imenovan načelnikom stožera XVI. korpusa sa sjedištem u Metzu.
U travnju 1903. promaknut je u čin pukovnika, da bi u veljači iduće, 1904. godine, bio imenovan zapovjednikom 166. pješačke pukovnije smještene u Hanauu. Navedenom pukovnijom zapovijeda do listopada 1907. kada postaje zapovjednikom 10. pješačke brigade u Frankfurtu na Odri. U međuvremenu je, u rujnu 1907., promaknut u čin general bojnika. Nakon toga zapovijeda 12. pješačkom divizijom, da bi u siječnju 1911. bio unaprijeđen u čin general poručnika, te imenovan zapovjednikom VIII. korpusa sa sjedištem u Koblenzu. U lipnju 1913. na 25-godišnjicu krunidbe cara Wilhelma prima plemićku titulu.

## Prvi svjetski rat
Na početku Prvog svjetskog rata VIII. korpus kojim je zapovijedao Tülff nalazio se u sastavu 4. armije kojom je na Zapadnom bojištu zapovijedao vojvoda Albrecht. Zapovijedajući VIII. korpusom Tülff sudjeluje u početnim borbama kod Neufchateaua, nakon čega je promaknut u čin generala pješaštva. Nakon toga sudjeluje u Prvoj bitci na Marni, da bi potom u listopadu 1914. stavljen na raspolaganje. Ponovno je reaktiviran u rujnu 1916. kada je imenovan vojnim guvernerom Vlaške. Navedenu dužnost obnašao je sve do kraja rata.

## Poslije rata
Nakon završetka rata Tülff se umirovio. Preminuo je 2. veljače 1934. godine u 81. godini života u Ober Langenölsu (danas Olszyna u Poljskoj).

## Vanjske poveznice
(eng.) Erich Tülff von Tschepe und Weidenbach na stranici Prussianmachine.com

(njem.) Erich Tülff von Tschepe und Weidenbach na stranici Deutschland14-18.de